# Zacur

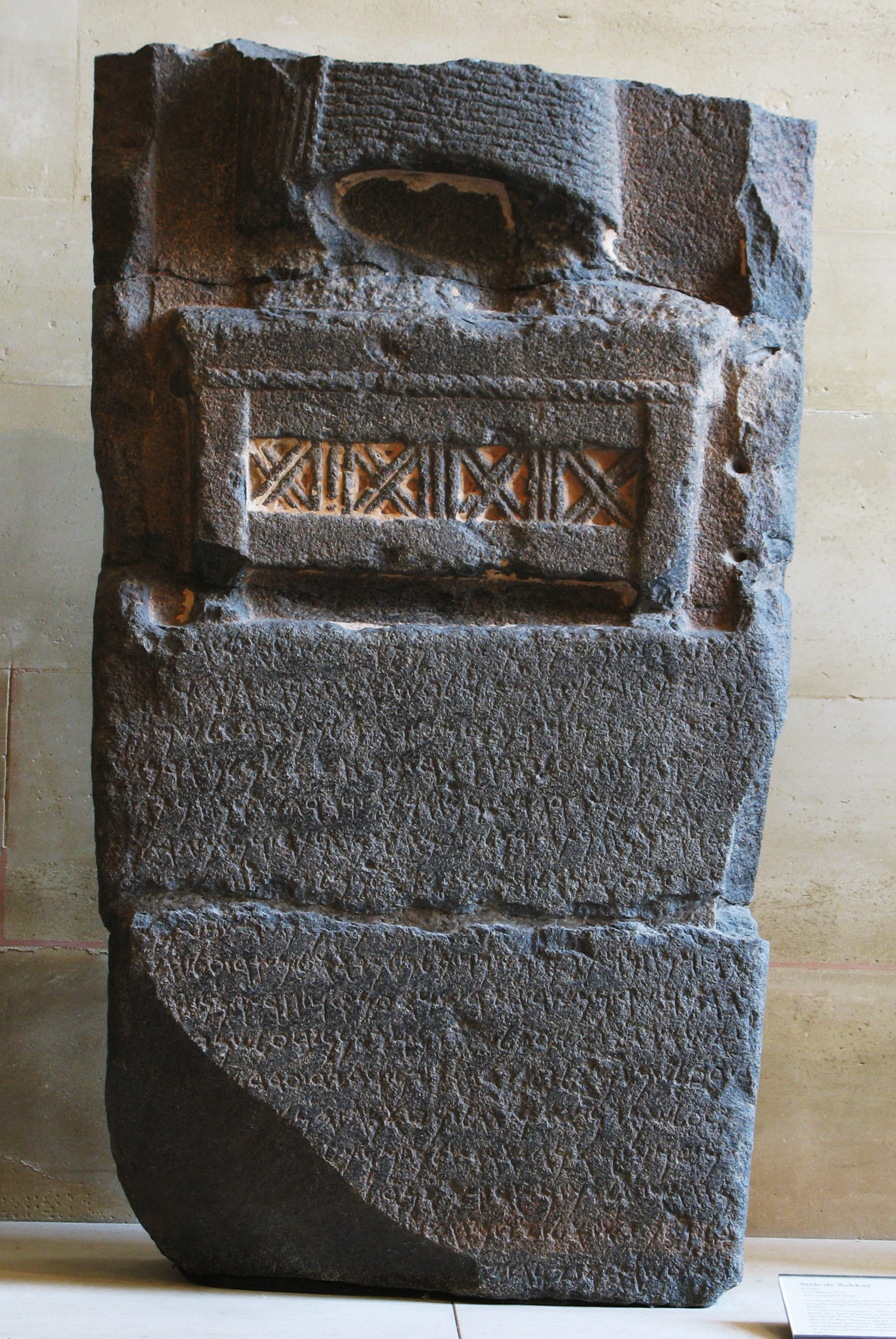
Estela de Zacur no Louvre

Zacur ou Zaquir foi rei de Hamate e Lucuti (também conhecido como Nucase) na Síria. Ele governou por volta de 785 a.C.. A maioria das informações sobre ele vem de sua estela de basalto, conhecida como Estela de Zacur.

## Biografia
Não se sabe muito sobre Zacur. Ele é mencionado pela primeira vez em fontes assírias em 808 a.C., na época de Adadenirari III. Adadenirari ordenou que seu comandante Samsi-ilu mediasse a disputa de fronteira entre Zacur e Atarsumqui I de Arpade. 

Reinos aramaicos no século IX a.C.

Zacur parece ter sido natural de "Ana" (que pode se referir à cidade de Hana / Terca) no rio Eufrates, que estava sob a influência da Assíria. 
Zacur se acredita ter fundado o arameu. Dinastia na cidade de Hamate (agora conhecido como Hama). Alguns estudiosos o consideram um usurpador, pois, anteriormente, Hamate era governado pelos reis com nomes luvitas ou neo-hititas. 
Lucuti, sobre o qual Zacur chegou a governar, é conhecido principalmente pelas inscrições assírias. No entanto, essas inscrições descrevem Lucuti como um país com muitas cidades e tropas. 
A capital de Lucuti era a cidade de Hazrique (moderna Tel Afis; era conhecida como Hatarica pelos assírios) localizada a 45 quilômetros ao sul de Alepo. É aqui que a Estela de Zacur foi encontrado.
Lucuti foi incorporado a Hamate por volta de 796 a.C., onde formou a província do norte do reino. 

### Eventos descritos na Estela
Zacur foi sitiado em Tel Afis por uma coalizão de reis arameus incitada por Benadade III, e liderada pelo rei de Bite Agusi Atarsumqui I. Zacur sobreviveu ao cerco e comemorou o evento comissionando a Estela de Zacur.